# A Moment of Stillness
A Moment of Stillness es el tercer lanzamiento y primer EP de la banda irlandesa de post-rock, God is an Astronaut.

## Lista de canciones
| N.º | Título                   | Duración |  |
| 1.  | «Frozen Twilight»        | 6:20     |  |
| 2.  | «A Moment of Stillness»  | 4:47     |  |
| 3.  | «Forever Lost (Reprise)» | 5:37     |  |
| 4.  | «Elysian Fields»         | 3:25     |  |
| 5.  | «Crystal Canyon»         | 2:00     |  |

### Canciones extra (Lanzamiento digital enBandcamp)
| N.º | Título              | Duración |  |
| 1.  | «Endless Dream»     | 3:54     |  |
| 2.  | «Empyrean Glow»     | 2:21     |  |
| 3.  | «Sweet Deliverance» | 4:36     |  |
| 4.  | «Dark Solstice»     | 4:44     |  |

## Intérpretes

### God Is An Astronaut
- Torsten Kinsella - Voces, Guitarra, Teclados
- Niels Kinsella - Bajo, Guitarra, Visual
- Lloyd Hanney - Batería, Sintetizadores